# Barn och våld – påverkan av massmedia
Barn och våld – påverkan av massmedia var en kampanj av barnrättsorganisationen Rädda Barnens Riksförbund 1976. Den kan sägas vara en föregångare till den omtalade debatten om videovåld som följde några år senare. Barn och våld – påverkan av massmedia var också namnet på en utställning som producerades av Rädda Barnen och distribuerades av den statliga myndigheten Riksutställningar 1976. Utställningen tillverkades i ett 100-tal exemplar och visades på olika platser i Sverige. Målgrupp var föräldrar eller vuxna som jobbade med barn.

## Bakgrund
Våldsinslagen i massmedierna hade blivit värre och otäckare på senare tid, ansåg Rädda Barnen i mitten av 1970-talet. Så allvarlig var situationen, menade barnrättsorganisationen, att det var nödvändigt att ”slå larm” och genomföra en landsomfattande aktion. Syftet var att minska det våld som barn riskerade att utsättas för i kontakt med de flesta former av vanliga massmedier – från Kalle Ankas dåliga humör till krig och nöd i TV:s nyhetsrapportering.
Resultatet blev bland annat utställningen Barn och våld, som producerades av Rädda Barnen och distribuerades av Riksutställningar till ett antal orter i Sverige. Riksutställningar anlitades också som samarbetspartner för att ta fram ett informationsblad och ett särtryck i Rädda barnens tidning Barnen & Vi, nummer 1 1976 – som också fungerade som en utställningskatalog. Särtrycket omfattade sidorna 11 till 14 i det aktuella numret av Barnen & Vi.
Aktionen ägde rum några år innan den så kallade ”videovåldsdebatten” startade i Sverige, manifesterad bland annat genom SVT:s program Studio S om våldsinslag i videofilm, allmänt kallat videovåld. Det specifika avsnittet hade titeln ”Vem behöver video?” och sändes i början av december 1980.

## Tema
Rädda Barnens kampanj hade som syfte att göra allmänheten uppmärksam på en del av forskningen kring hur barn påverkades av skildringar i olika former av massmedier, ”samt att söka väcka olika intressenters ansvarskänsla i Barn-och-våld-frågan”.

Så här beskrevs syftet med utställningen Barn & våld – påverkan av massmedia, i informations- och beställningsfoldern, undertecknad av Rädda Barnens barnombudsman, Rigmor von Euler:
Allt fler av oss upplever att graden av hårdhet och känslolöshet ökar i underhållningsvåldet – och att rasism och förakt för de svaga odlas på ett sätt som står i direkt motsats till det budskap vi i vårt samhälle försöker föra ut./.../mediavåld är mönsterbildande, verkar avtrubbande och kan utlösa våldshandlingar. Rädda barnen vill därför slå larm inför utbudet av våld i TV, film, videogram, radio, tidningar, serier och böcker./.../Rädda Barnen vill genom sin utställning få till stånd en opinion för olika åtgärder – även obekväma sådana – som kan bidra till att underhållningsvåldet i massmedia rensas bort./.../

## Produktion
Kampanjen förde fram den forskning som Rädda Barnen ansåg som relevant i frågan, och som Rädda Barnen menade styrkte deras tes om att svenska barn exponerades för olämpliga våldsskildringar genom massmedia.

I Barnen & Vi nummer 6 hänvisades bland annat till ett avsnitt av Statens offentliga utredningar för att understödja Rädda barnens tes:
/../l svensk TV förekommer knappast våld i förskoleprogram. Däremot förekommer våld i nyhetsprogram och i reportage för att skildra det verkliga våld som existerar. Det förekommer även underhållningsvåld. När det gäller samhälls- och nyhetsprogram kan det för barn vara nödvändigt att skildra våld och nöd för att ge en realistisk bild av världen. Detta kan möjligen underlätta en bearbetning av det våld och den aggressivitet som barn kan uppleva. Underhållningsvåldet däremot har ingen meningsfull uppgift och kan många gånger motverka de syften förskoleprogrammen har./.../
TBV, Tjänstemännens Bildningsverksamhet, hade i samarbete med Rädda Barnens kampanjupplägg utarbetat en studiehandledning på temat hur barn antogs påverkas av våld i massmedia. En affisch i A4-format hade också tryckts upp vars text förklarade aktionens syfte. Affischen var enkelt utformad: en linje som bildade en kontur av ett barnhuvud i profil på vit bakgrund. Från toppen till botten på affischen löpte text med Rädda Barnens budskap. Det avslutande avsnittet löd:
/.../Rädda Barnen vill väcka allas ansvar inför utbudet av våld i massmedia/.../Rädda barnen vill inte att barn ska utsättas för underhållningsvåld. Bort med underhållningsvåld! Bort med serievåld!
I kampanjen Barn och våld – påverkan av massmedia ingick två serier med vardera 40 diabilder och tillhörande ljudband på cirka 20 minuter, liksom en film. Den ena bildserien handlade om Kalle Anka och Fantomen, den andra om hjältar, skräck och våld. Bild- och ljudmaterialet kompletterades med ett 16-sidigt studiehäfte. Filmen Hårda killar var en 16 millimeters filmremsa som varade 5 minuter. Den var avsedd som underlag för en diskussion mellan vuxna och barn över sju år och var enkelt uppbyggd: några barn ser en västernfilm på TV. De inspireras till en lek som slutar med att ett av barnen får en leksakspistol i huvudet.

### Barn och våld– utställningen
Den centrala delen av kampanjen utgjorde utställningen Barn och våld – påverkan av massmedia. Utställningen vände sig till vuxna med den särskilda målgruppen förskole- och grundskolelärare, ”barnstugepersonal” och föräldrar.
Utställningen Barn och våld – påverkan av massmedia producerades av Rädda Barnen, som sedan vände sig till Riksutställningar för att få hjälp med distributionen till lokala utställare på olika platser i Sverige. Riksutställningar kunde också hjälpa till med det arbete som krävdes för att utställningen skulle fungera som en vandringsutställning. Vecka 15, 1976, var den turnéfärdiga utställningen klar för visning i Riksutställningars ateljé och projektledare var Sonja Norlund.
 

Avsikten med Barn och våld – påverkan av massmedia – som utställning – var att skapa opinion mot det så kallade underhållningsvåldet i massmedia. Helst skulle det bort helt, tyckte Rigmor von Euler i utställningens informations- och beställningsfolder:
/.../Rädda Barnen vill genom sin utställning få till stånd en opinion för olika åtgärder – även obekväma sådana – som kan bidra till att underhållningsvåldet i massmedia rensas bort. Vi kan t ex avstå från underhållningsvåldet i massmedia, hjälpa våra barn att hitta underhållning utan våld, reagera mot våldsscener och vi kan se till att det sker en ökad satsning på bra serietidningar och bra barnfilmer.
Barn och våld – påverkan av massmedia bestod av 14 wellpappskärmar i formatet 90 gånger 190 centimeter, delvis tryckta i färg. Den totala utställningsytan var cirka 4 gånger 7 meter. I mitten placerades en central femhörning som bildades av fem av skärmarna. Femhörningen var ett rum som det gick att kika in i genom ett runt hål. Där inne ville Rädda Barnen visa vad de menade skedde ”när barn utsätts för ständig våldspåverkan”. Hur handskades barn med en sådan situation och vem bar ansvaret för det inträffade, var frågeställningen.
Från femhörningen utgick två bågformade flyglar på vardera sidan bestående av tre skärmar. Vänster flygel skulle ge exempel på vad barn ser och läser och samtidigt vara en illustration av principen ”den starke segrar och den svage förlorar. Bland exemplen fanns serietidningskaraktärerna Fantomen och Stålmannen, men också tv-polisen Baretta. Höger flygel ville visa hur upplagrade aggressioner, till följd av antagen exponering av så kallat underhållningsvåld, kunde leda till våldshandlingar av barn – bland annat på skolgårdar, lekplatser, gator. Här behandlades också tesen om identifiering med våldsamma medieförebilder.
Fristående var en triangel hopsatt av tre skärmar. Den var tänkt att fungera som en ”väckarklocka” för publiken. I text redovisades hur mycket svenska barn såg på tv och hur många serietidningar som såldes i landet. Här gjordes också försök att förklara skillnaden mellan underhållande våld och dokumentärt våld, med kompletterande forskningsrön om hur barn kunde tänkas påverkas av massmedia.
Ett utställningspaket bestod av:
- De 14 skärmarna.
- 5 exemplar av tidningen Barnen & Vi, nummer 1 1976.
- 100 exemplar av särtryck ur Barnen & Vi, nummer 1 1976. Delar av texten fanns på den fristående skärmtriangeln.
- 10 boklistor.
- 100 affischer i A4-format.
- 100 så kallade streamers för att komplettera affischen med upplysningar om tid och plats för utställningen.[14]

Totalt distribuerade Riksutställningar 109 exemplar av utställningen Barn och våld – påverkan av massmedia.

## Ekonomi
Utställningen Barn och våld – påverkan av massmedia fick köpas av den lokala utställaren. Kostnaden fastställdes 1975-11-20 till 400 kronor styck, inräknat moms och fraktkostnad på 45 kronor. Vad utställningen kostade att producera är okänt.